# Embancadura
Una embancadura es un obstáculo que se forma en un curso de agua y que dificulta o impide su normal escorrentía.
En los ríos de las regiones frías o de inviernos rigurosos es común la formación de embancaduras por los témpanos, al fragmentarse la capa de hielo formada en la superficie de las aguas. Estos témpanos, detenidos por las rocas u otros resaltes del lecho, se acumulan y se sueldan entre sí. La mayor parte de las veces se forma de este modo una barrera superficial bajo la cual pasa la corriente. Puede ocurrir, no obstante, que los témpanos sigan acumulándose y pueda consolidarse la barrera cada vez más profundamente, hasta impedir el paso de una parte del caudal. Entonces se forma un embalse natural que unas veces se vacía progresivamente al fundirse el hielo de la barrera; otras veces, especialmente al concurrir la crecida primaveral, acaba por romper el dique del hielo con su acción de empuje. Se forma una avenida que puede causar daños en el valle, aguas abajo. Por su parte, los bloques de hielo, si no son detenidos por algún obstáculo natural, pueden causar desperfectos al chocar los pilares de los puentes, las instalaciones ribereñas o las embarcaciones.
- Datos: Q5687518